# الغارة الجوية على مدرسة الأونروا
استهداف مدارس الأونروا في 17 أكتوبر 2023 قصفت غارة جوية شنتها سلاح الجو الإسرائيلي مدرسة تابعة لوكالة الأمم المتحدة لإغاثة وتشغيل اللاجئين الفلسطينيين (الأونروا) في مخيم المغازي للاجئين في قطاع غزة.واستشهد فيها ستة أشخاص وأصيب العشرات. كما وأعلنت سابقاً عن مقتل 17 على الأقل من موظفيها جراء الغارات الجوية الإسرائيلية المستمرة على قطاع غزة منذ 7 أكتوبر الجاري. ويأتي استهداف طيران الإحتلال الإسرائيلي لمدرسة النازحين بعد أيام على استهدافه لمخازن الغذاء التابعة للأونروا بهدف قتل عشرات الآلاف من المواطنين في غزة بالجوع والقنابل.
وتشمل الأحداث الهامة الأخرى تأكيد الأونروا في 22 أكتوبر أن 29 من موظفيها قتلوا منذ 7 أكتوبر، ونصفهم من المعلمين في الأونروا. وأفادت الوكالة أيضًا أنه حتى 21 أكتوبر/تشرين الأول، أصيب ما يقرب من 180 مدنيًا يبحثون عن مأوى في مدارس الأونروا، وقُتل 12 شخصًا، في حين تأثرت 38 منشأة تابعة للأونروا بالضربات منذ 7 أكتوبر/تشرين الأول.